# روبرت ريت
روبرت ريت هو محامي وسياسي أمريكي، ولد في 21 أكتوبر 1800 في بيافورت في الولايات المتحدة، وتوفي في 14 سبتمبر 1876 في مقاطعة سانت جيمس في الولايات المتحدة. نشط حزبياً في الحزب الديمقراطي.

## مناصب
- انتخب عضو مجلس الشيوخ الأمريكي [الإنجليزية]‏ عن دائرة South Carolina Class 2 senate seat ‏ وقد انضم خلال فترته النيابية [الإنجليزية]‏ (4 مارس 1851 – 7 مايو 1852) للكتلة البرلمانية الحزب الديمقراطي.
- انتخب عضو مجلس الشيوخ الأمريكي [الإنجليزية]‏ عن دائرة South Carolina Class 2 senate seat ‏ وقد انضم خلال فترته النيابية [الإنجليزية]‏ (18 ديسمبر 1850 – 4 مارس 1851) للكتلة البرلمانية الحزب الديمقراطي.
- انتخب عضو مجلس نواب كارولاينا الجنوبية ‏.
- انتخب عضو مجلس النواب الأمريكي.
- انتخب عضو مجلس الشيوخ الأمريكي [الإنجليزية]‏.

## وصلات خارجية
- روبرت ريت على موقع أرشيف الشارخ.